# Leachia atlantica
Leachia atlantica é uma espécie de molusco pertencente à família Cranchiidae.
A autoridade científica da espécie é Degner, tendo sido descrita no ano de 1925.
Trata-se de uma espécie presente no território português, incluindo a zona económica exclusiva.